# Рух-2 (Львів)
«Рух-2» — колишній український футбольний клуб з міста Львова, фарм-клуб ФК «Рух». Заснований у 2021 році для участі в чемпіонаті Львівської області, в сезонах 2023/24 та 2024/25 виступав в другій лізі чемпіонату України (найвище досягнення — друге місце в групі). Домашні матчі проводив на стадіоні імені Богдана Маркевича у Винниках. Розпущений 17 травня 2025 року.

## Історія

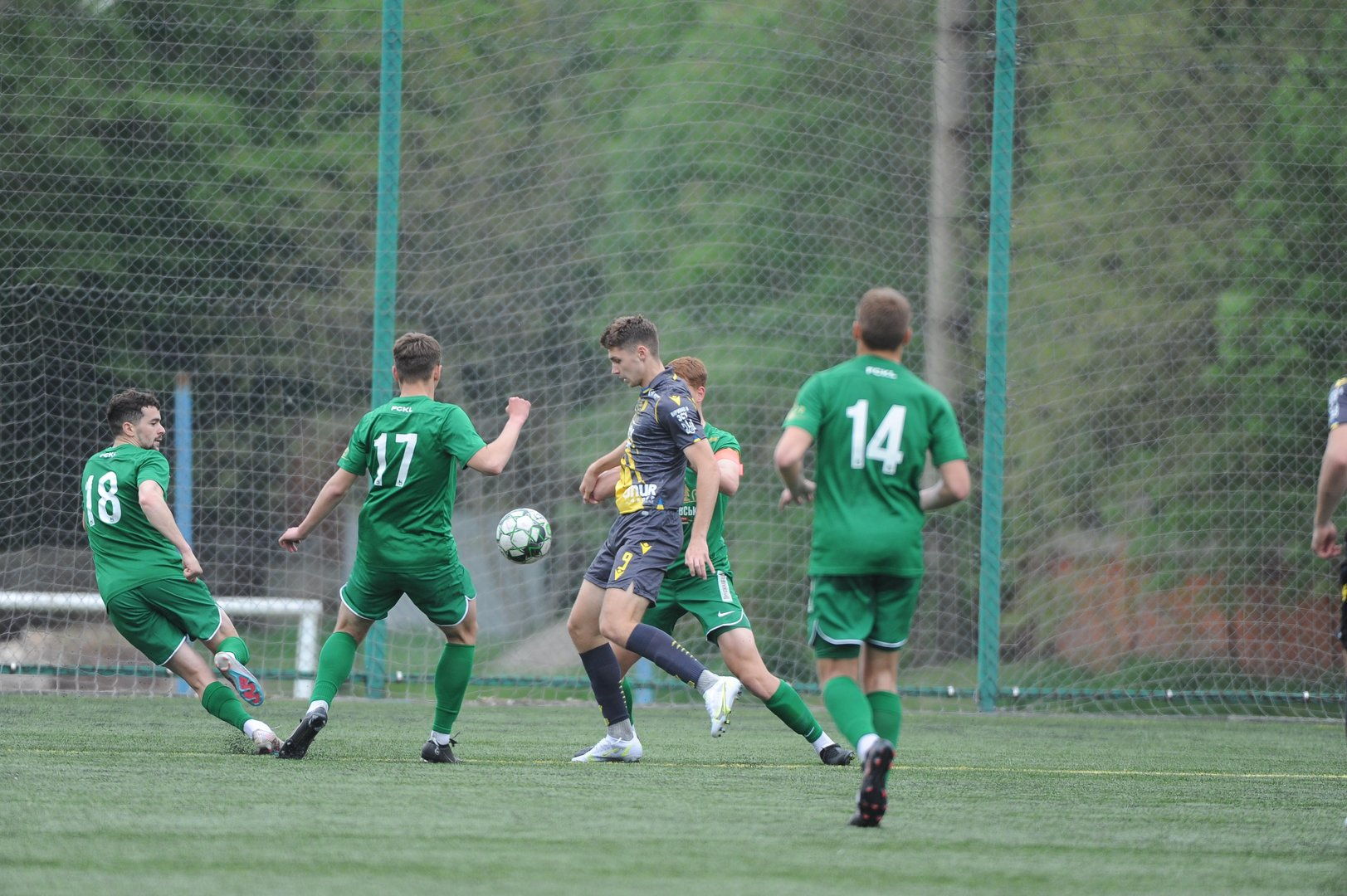
Гра «Руху-2» проти «Карпат-2» у чемпіонаті Львівської області 2023

Команду «Рух-2» було створено в структурі клубу влітку 2021 року. Після скасування чемпіонату України U-21 «Рух» шукав, куди працевлаштувати гравців, які не проходили ні до основної команди, ні до U-19. Спочатку клуб планував заявити «Рух-2» до першої ліги, однак цього не вдалося зробити, натомість «Рух» зміг домовитися з Львівською асоціацією футболу про включення другої команди до чемпіонату та кубка області. Головне завдання, яке було поставлено перед «Рухом-2», — підготовка молодих футболістів. Першим тренером команди став очільник «Руху» U-19 Віталій Пономарьов.
Першу в історії гру «Рух-2» провів 1 серпня 2021 року на домашньому стадіоні ім. Б. Маркевича в 1/8 фіналу кубка області-2021 проти ФК «Куликів». Автором історичного першого гола став Іван Бендера, а львівська команда поступилася в серії пенальті (2:2 в основний час, 3:3 після додаткового часу, 3:4 за пенальті). В обласній Прем'єр-лізі сезону 2021 «Рух-2» стартував з технічними поразками 0:3 в усіх матчах першого кола та проводив усі матчі другого кола на виїзді. Попри це команда зуміла фінішувати не останньою, випередивши ФСК «Самбір» та ДЮШ ФК «Львів». Найбільшим досягненням «Руху-2» стала перемога над віцечемпіоном області ФК «Миколаїв», щоправда, в тій грі фактично грав «Рух» U-19.
Сезон 2022 на тлі повномасштабного російського вторгнення був скорочений. У чемпіонаті області «Рух-2» посів 6-те місце серед 16 учасників, граючи командою переважно з футболістів 2005—2006 року. Основною задачею «Руху-2» й надалі була підготовка гравців, цього року також до Юнацької ліги УЄФА, куди вперше пробилася команда U-19 «Руху», і тренер Віталій Пономарьов визнав результат в обласному чемпіонаті вдалим. У кубку області дубль «Руху» поступився в першому ж турі одному з лідерів першої ліги області — команді «Сокаль-Датський текстиль». В останніх двох матчах сезону тренерами команди були брати-близнюки Григорій і Борис Баранці.
Навесні 2023 «Рух-2» розпочав свій третій сезон чемпіонату Львівської області під керівництвом нового тренера — Михайла Дячука-Ставицького, який за сумісництвом також очолював «Рух» U-19. У червні 2023 на гру проти «Легеня» (Брюховичі) львівську команду вивів старший тренер Володимир Безуб'як. За підсумками першого етапу чемпіонату Львівщини «Рух-2» посів 6-те місце серед семи команд підгрупи «А», випередивши останню «Погонь» лише за різницею м'ячів.

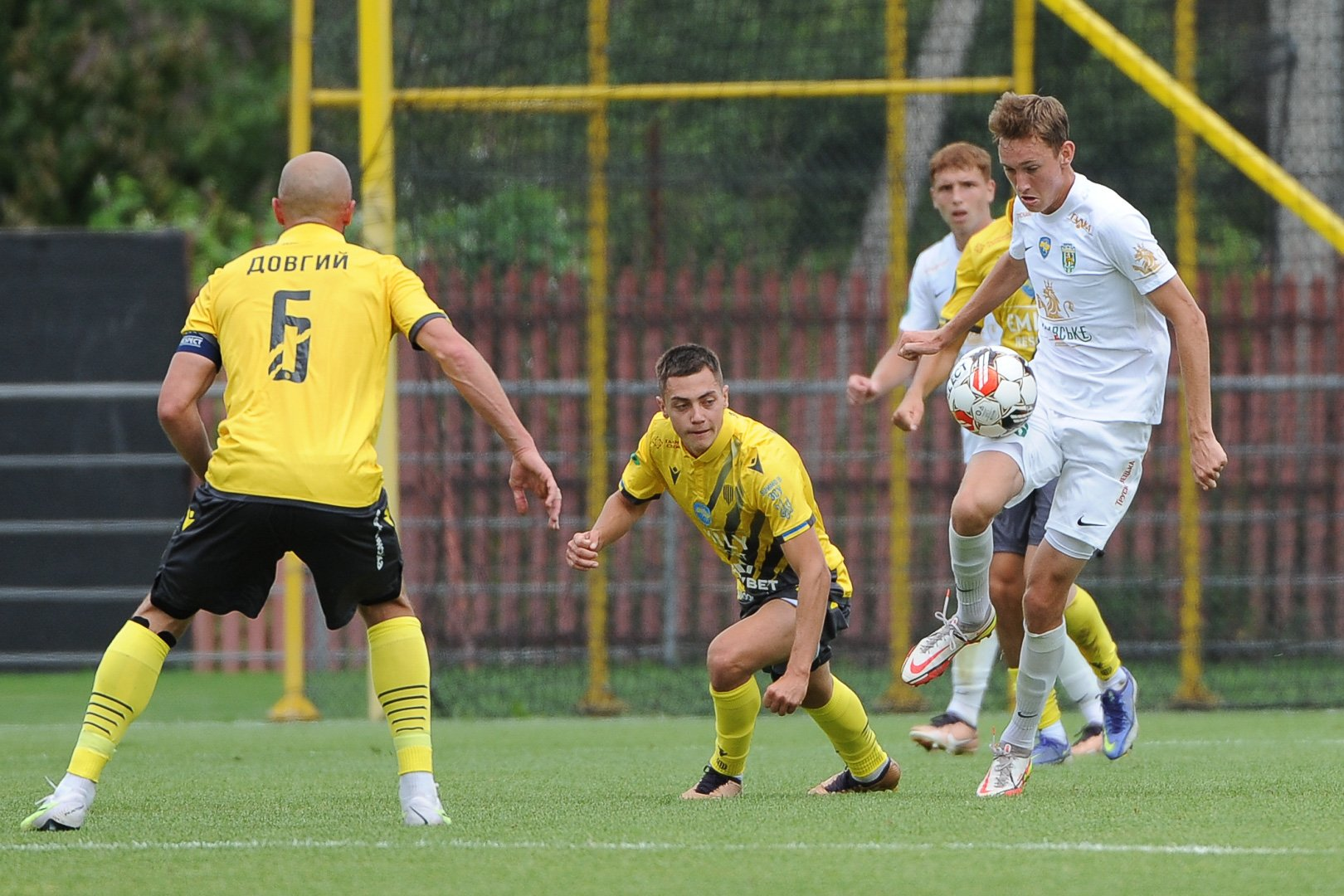
Матч «Рух-2» — «Карпати-2», дебютний для обох команд у другій лізі 2023/24

6 липня 2023 Професіональна футбольна ліга України оголосила про включення «Руху-2» разом з «Карпатами-2» до складу учасників другої ліги чемпіонату України 2023/24. Це рішення було ухвалено лише за день до жеребкування: двох львівських команд не було в початковому списку учасників другої ліги, оголошеному 21 червня, а через затвердження в останню мить на момент здобуття професіонального статусу команда й тренерський штаб «Руху-2» ще формувалися. Генеральний директор ФК «Рух» Ігор Дедишин заявив, що участь «Руху-2» у другій лізі практично завершує формування піраміди клубних команд разом з «Рухом» у Прем'єр-лізі, «Рухом-3» в чемпіонаті області, командами U-19 та дитячої академії.
До першого тренерського штабу на професіональному рівні увійшли головний тренер Володимир Безуб'як (який раніше очолював команду 2006 року академії «Руху»), його асистент Валентин Слюсар, тренер воротарів Ігор Рипновський з ФК «Львів» та граючі тренери Максим Білий та Ігор Дуць. У дебютному матчі на професіональному рівні 7 серпня 2023 «Рух-2» розгромно програв удома «Карпатам-2» з рахунком 0:5. Перше коло чемпіонату другої ліги дубль «Руха» завершив на 8-му місці з 14 команд, здобувши 20 очок у 13 іграх, а в підсумковому заліку посів 9-те місце з 34 очками. У своєму першому сезоні львівська команда використала 57 футболістів, постійно змінюючи склад.
Перед початком сезону 2024/25 «Рух-2» змінив головного тренера: команду очолив Іван Федик, натомість Володимир Безуб'як став директором клубної академії. У дублі «Руху»  відбулася зміна поколінь: його поповнили гравці 2004, 2005 і 2006 років народження, багато з яких мали досвід виступів лише на юнацькому рівні, а лідери попереднього сезону перейшли в оренду до інших клубів Прем'єр-ліги та ПФЛ. На зимову перерву львів'яни пішли на першому місці в групі «А» другої ліги, втім, тренерський штаб не ставив перед командою конкретних турнірних завдань, а фокусувався на якості гри й розвиткові футболістів. У першому колі «Рух-2» — єдина команда другої ліги, яка не використала жодного гравця старше 21 року, і в зимове міжсезоння команду також поповнили 17- та 18-річні юнаки.
За підсумками сезону 2024/25 команда посіла друге місце в групі «А», поступившись лише городенківському «Пробою» й випередивши за додатковими показниками стрийську «Скалу 1911», та отримала право на участь в іграх плей-оф за третє місце та вихід до першої ліги. 17 травня 2025, одразу після заключного матчу регулярного сезону, керівництво «Руху» оголосило про закриття проєкту «Рух-2» та відмову клубу від участі в плей-оф. При цьому привертає увагу, що в заяві про знятті зі змагань клуб зазначив:
|  | ФК «Рух» завжди дотримувався спортивного принципу, тож завчасно направив листа у ПФЛ щодо зняття зі змагань, аби можна було визначити команду, яка посяде місце «жовто-чорних» в іграх плейоф. |

— хоча регламент і не передбачав заміну команди в матчах за третє місце, за лаштунками керівництво «Руху» просувало участь «Скали 1911» (яка після додаткової гри зрештою й зіграла за третє місце, але програла ФК «Чернігів»). Офіційними причинами розпуску команди спортивний директор Володимир Лапіцький назвав виконання «Рухом-2» своїх завдань із підготовки вихованців клубної академії, проєкт відновлення чемпіонату України U-21 та існування команди «Рух-3» в чемпіонаті Львівської області.

## Протистояння
«Рух» і «Карпати» є принциповими суперниками, але до літа 2024 вони не зустрічалися в офіційних матчах. Через це привертали увагу та вважалися дербі поєдинки між другими командами «Рух-2» і «Карпати-2»: інтерес до них розпочався ще з часів виступів обох команд у чемпіонаті Львівської області, а з одночасним здобуття обома «дублями» професіонального статусу протистояння стало висвітлюватися як львівське футбольне дербі в другій лізі.
До розформування влітку 2024 «Карпат-2» команди провели 5 офіційних матчів, із них 2 перемоги «Руху-2» та 3 перемоги «Карпат-2»:
| Сезон        | Дата             | Стадіон                   | Глядачі | Господарі | Гості     | Рахунок | Голи господарів                        | Голи гостей                                        |
| ------------ | ---------------- | ------------------------- | ------- | --------- | --------- | ------- | -------------------------------------- | -------------------------------------------------- |
| 2022 (обл.)  | 23 вересня 2022  | ім. Б. Маркевича, Винники | 30      | Рух-2     | Карпати-2 | 2:1     | Квасниця (72), Теслюк (86)             | Ломницький (38)                                    |
| 2023 (обл.)  | 17 травня 2023   | «Школяр»                  | 400     | Карпати-2 | Рух-2     | 3:2     | Катрич (11), Фетько (51), Сидун (90+1) | Столярчук (15), Товарницький (21)                  |
| 2023 (обл.)  | 14 червня 2023   | НТБ «Рух», Винники        | 100     | Рух-2     | Карпати-2 | 1:3     | Квас (8)                               | Сидун (19), Фетько (51 пен.), Копил (69)           |
| 2023/24 (2Л) | 7 серпня 2023    | ім. Б. Маркевича, Винники | 0       | Рух-2     | Карпати-2 | 0:5     |                                        | Кожанов (19, 54 пен.), Сидун (66, 70); Фетько (81) |
| 2023/24 (2Л) | 5 листопада 2023 | «Україна»                 | 0       | Карпати-2 | Рух-2     | 1:2     | Сидун (65)                             | Довгий (59), Карабін (67)                          |

## Усі сезони

### Національні змагання
| Сезон   | Чемпіонат     | Чемпіонат | Чемпіонат | Чемпіонат | Чемпіонат | Чемпіонат | Чемпіонат | Чемпіонат | Примітка             |
| Сезон   | Ліга          | Місце     | І         | В         | Н         | П         | М         | О         | Примітка             |
| ------- | ------------- | --------- | --------- | --------- | --------- | --------- | --------- | --------- | -------------------- |
| 2023/24 | Друга         | 9 з 15    | 26        | 9         | 7         | 10        | 29−36     | 34        |                      |
| 2024/25 | Друга Група А | 2 з 10    | 18        | 10        | 3         | 5         | 29−19     | 33        | знявся перед плей-оф |
| Всього  | Друга         | 2 сезони  | 44        | 19        | 10        | 15        | 68−55     | 67        |                      |

### Обласні змагання
| Сезон  | Чемпіонат              | Чемпіонат | Чемпіонат | Чемпіонат | Чемпіонат | Чемпіонат | Чемпіонат | Чемпіонат | Кубок      | Кубок | Кубок | Кубок | Кубок | Кубок | Кубок | Примітка                                           |
| Сезон  | Ліга                   | Місце     | І         | В         | Н         | П         | М         | О         | Етап       | І     | В     | Н     | П     | М     | О     | Примітка                                           |
| ------ | ---------------------- | --------- | --------- | --------- | --------- | --------- | --------- | --------- | ---------- | ----- | ----- | ----- | ----- | ----- | ----- | -------------------------------------------------- |
| 2021   | Прем'єр-ліга Льв. обл. | 11 з 13   | 24        | 6         | 0         | 18        | 16−57     | 18        | 1/8 фіналу | 1     | 0     | 1     | 0     | 3−3   | 1     | стартувала з другого кола, техн. поразки в першому |
| 2022   | Прем'єр-ліга Льв. обл. | 6 з 16    | 13        | 6         | 1         | 6         | 25−25     | 19        | 1/8 фіналу | 1     | 0     | 0     | 1     | 1−2   | 0     | скорочений сезон через російське вторгнення        |
| 2023   | Прем'єр-ліга Льв. обл. | 7 з 12    | 17        | 6         | 1         | 10        | 29−36     | 19        | —          | —     | —     | —     | —     | —     | —     | результати виступи «Руху-2» зараховані «Руху-3»    |
| 2023   | в тому числі «Рух-2»   | 6 з 7     | 12        | 3         | 0         | 9         | 20−29     | 9         | —          | —     | —     | —     | —     | —     | —     | результати виступи «Руху-2» зараховані «Руху-3»    |
| 2023   | в тому числі «Рух-3»   | 7 з 12    | 5         | 3         | 1         | 1         | 9−7       | 19        | 1/8 фіналу | 1     | 0     | 0     | 1     | 1−3   | 0     | результати виступи «Руху-2» зараховані «Руху-3»    |
| Всього | Прем'єр-ліга Льв. обл. | 3 сезони  | 49        | 15        | 1         | 33        | 61−111    | 46        | >2 сезони  | 2     | 0     | 1     | 1     | 4−5   | 1     |                                                    |

## Рекорди
| Олексій Товарницький                                                                                                |  | Назар Русяк |
| Олексій Товарницький (ліворуч) і Назар Русяк, лідери за кількістю матчів у чемпіонатах України й області відповідно |  |             |

- Найбільша перемога в чемпіонаті України — 8—2 (МФК «Металург-2», 11 жовтня 2023, Винники).
- Найбільша поразка в чемпіонаті України — 0—5 («Карпати-2», 7 серпня 2023, Винники).
- Найбільша перемога в чемпіонаті області — 0—5 (ФСК «Самбір», 18 серпня 2021, Самбір), 0—5 (ФСК «Самбір», 4 вересня 2022, Самбір).
- Найбільша поразка в чемпіонаті області — 5—0 (ФК «Миколаїв», 2 жовтня 2022, Миколаїв).
- Найбільша поразка в кубку області — 2—1 («Сокаль-Датський текстиль», 12 листопада 2022, Соснівка).
- Найвища відвідуваність домашнього матчу — 400 (кубок Львівської області, ФК «Куликів», 1 серпня 2021, Винники)[39][прим 1].
- Найбільше матчів у чемпіонатах України — Олексій Товарницький (37 матчів).
- Найкращий бомбардир у чемпіонатах України — Максим Музичук і Сергій Панченко (по 6 голів).
- Найбільше матчів у чемпіонатах області — Назар Русяк (26 матчів).
- Найкращий бомбардир у чемпіонатах області — Святослав Боцьків (9 голів).

1. ↑  У сезоні 2021 команда грала всі матчі чемпіонату Львівської області на виїзді, а в 2022—2025 більшість матчів грали без глядачів через російське вторгнення

## Відомі гравці
Низка поточних і колишніх гравців «Руху-2» мають досвід виступів у командах найвищих дивізіонів (відмінних від основного складу «Руху»), причому двоє з них мають понад десятирічний досвід (у дужках роки виступів за «Рух-2»)
- Максим Білий (2023) — до виступів за «Рух-2» протягом 12 років грав у найвищих дивізіонах за «Зорю» (Луганськ), «Хайдук» (Спліт), ФК «Маріуполь», «Чорноморець» (Одеса) та «Рух»;
- Іван Варфоломєєв (2021) — після дебюту в «Русі» грав за «Рух-2», далі виступав за чеський «Слован» (Ліберець);
- Олег Веремієнко (2022) — до «Руху-2» грав у Прем'єр-лізі за «Карпати» (Львів);
- Олексій Довгий (2023) — до виступів за «Рух-2» протягом 12 років грав у Прем'єр-лізі за «Олександрію», «Іллічівець», «Металіст» (Харків), «Ворсклу» (Полтава), «Сталь» (Кам'янське) та «Рух»;
- Ігор Дорош (2021—2022) — після «Руху-2» дебютував у Прем'єр-лізі за «Колос» (Ковалівка);
- Роман Ковалюк (2022) — після «Руху-2» дебютував у Прем'єр-лізі за «Верес» (Рівне);
- Ростислав Лях (2023) — до «Руху-2» грав у Прем'єр-лізі за «Карпати» (Львів) та «Рух»;
- Роман Михайлів (2023) — до «Руху-2» грав у Прем'єр-лізі за ФК «Львів»;
- Остап Притула (2022—2024) — до «Руху-2» грав у Прем'єр-лізі за «Карпати» (Львів) та «Рух»;
- Василь Руніч (2022—2023) — до «Руху-2» грав у Прем'єр-лізі за «Карпати» (Львів) та «Рух»;
- Денис Слюсар (2023—2024) — до «Руху-2» грав у Прем'єр-лізі за «Карпати» (Львів) та «Рух»;
- Вадим Сологуб (2021) — після «Руху-2» дебютував у Прем'єр-лізі за «Металісті 1925» (Харків).

Інші гравці основного складу, які дебютували за «Рух-2», уже маючи досвід виступів за «Рух» у Прем'єр-лізі (у дужках виступи за «Рух-2»): Юрій-Володимир Герета (2022—2024), Ігор Дуць (2023—2024), Ерік Калінець (2025), Ярослав Карабін (2021—2023), Віталій Роман (2021), Марко Сапуга (2021).
Низка гравців «Руху-2» пізніше дебютували в Прем'єр-лізі за основну команду «Руху» (в дужках зазначена дата дебюту): Іван Денисов (10 травня 2025), Костянтин Квас (9 грудня 2024), Ілля Квасниця (7 грудня 2022), Андрій Кітела (19 жовтня 2022), Клайвер (7 квітня 2024), Дмитро Ледвій (14 листопада 2022), Руслан Непейпієв (28 серпня 2022), Євгеній Пастух (29 липня 2023), Денис Підгурський (28 листопада 2022), Назар Русяк (30 серпня 2024), Богдан Слюбик (9 жовтня 2022), Андрій Столярчук (24 квітня 2023), Денис Теслюк (24 квітня 2023), Олексій Товарницький (30 серпня 2024), Олег Федор (17 вересня 2023), Віталій Холод (7 грудня 2022). Частина цих футболістів продовжили виступи в інших командах найвищих дивізіонів:
- Ілля Квасниця — «Карпати» (Львів);
- Руслан Непейпієв — «Лівий берег» (Київ);
- Денис Теслюк — «Оболонь» (Київ);
- Олег Федор — «Карпати» (Львів).

## Головні тренери
- Віталій Пономарьов (липень 2021 — березень 2023)
  - Григорій і Борис Баранці (тренери, листопад 2022)
- Михайло Дячук-Ставицький (березень 2023 — липень 2023)
  - Володимир Безуб'як (старший тренер, червень 2023)
- Володимир Безуб'як (серпень 2023 — червень 2024)
- Іван Федик (червень 2024 — травень 2025)

## Зовнішні посилання
- Новини «Руху-2» на офіційному сайті ФК «Рух»